# Resinicium granulare
Resinicium granulare är en svampart som först beskrevs av Edward Angus Burt, och fick sitt nu gällande namn av Sheng H. Wu 1990. Resinicium granulare ingår i släktet Resinicium, klassen Agaricomycetes, divisionen basidiesvampar och riket svampar.   Inga underarter finns listade i Catalogue of Life.